# 豊洲大橋

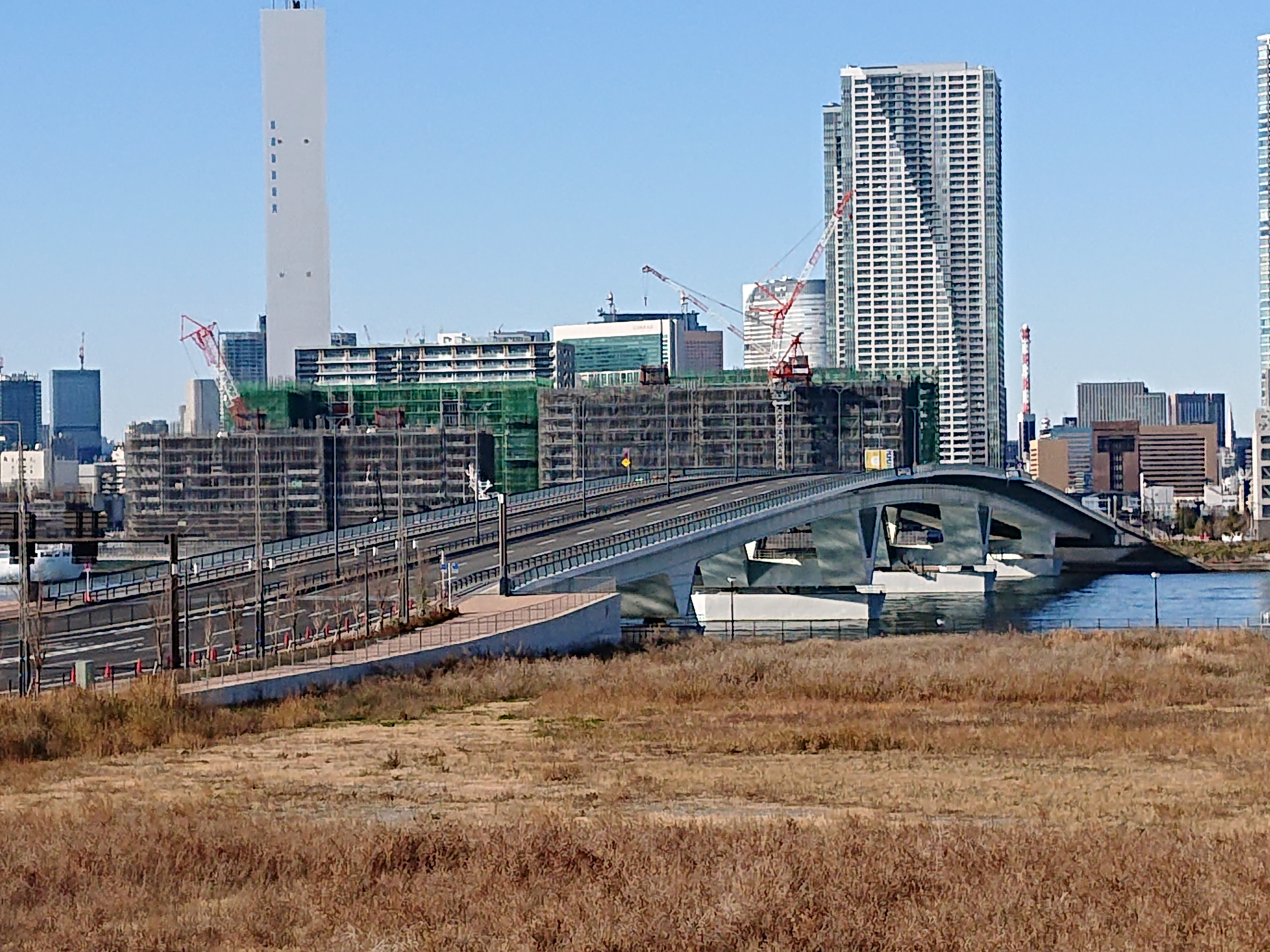
豊洲大橋

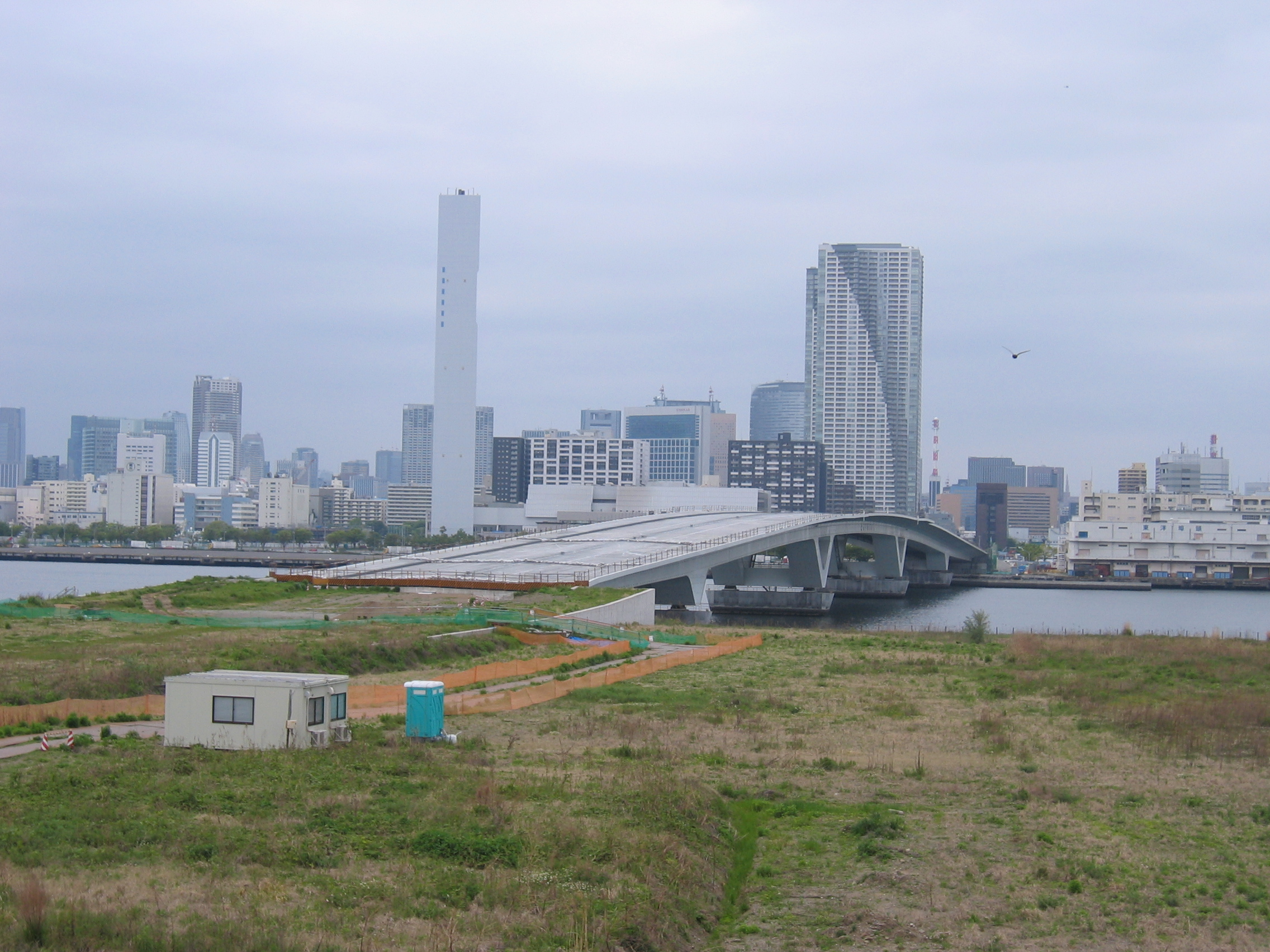
建設中の様子、2011年

豊洲大橋（とよすおおはし）は、晴海運河をまたぎ、東京都中央区晴海5丁目（晴海埠頭）と江東区豊洲6丁目（豊洲埠頭）を結ぶ道路橋である。東京都道484号豊洲有明線支線（環二通り）が通る。

## 概要
環状第2号線の一部を構成し、橋長は550メートル、幅員は32.3メートル（展望部分では36.1メートル）。並行する晴海大橋と同様、展望部分が歩道上の4箇所に設置されている。
本体架橋工事は2008年11月に終了し、2013年前半から街灯の設置や周囲の道路の舗装工事などが行われた。しかし築地市場移転問題等により環状第2号線の開通が延期されたため、東京都は2020年東京オリンピック選手村工事車両に限定して2017年2月より通行可能としていた。
2018年11月4日、環状第2号線豊洲 - 築地間暫定開通に伴い、豊洲大橋の一般への供用が開始された。
豊洲大橋の建設を巡っては、2011年「豊洲大橋開通の凍結を求める請願」が、月島連合町会など3団体から中央区に提出された。趣旨は、当初計画では豊洲大橋は2008年完成予定である一方、環状第2号線は2016年度に暫定開通する予定となっており、環状第2号線が開通しない段階で豊洲大橋のみを開通した場合、交通量の増加により交通混乱などが生じる恐れがあるというものである。尚、前述の通り実際には2018年の環状第2号線の暫定開通とともに豊洲大橋も開通している。
南側には同時期に豊洲市場が建設された。北側隣接地は東京2020大会の終了後、HARUMI FLAGとして整備されている。
開通前の2016年には、嵐のシングル『Power of the Paradise』のプロモーションビデオ撮影現場として使用された。

## 交通
- ゆりかもめ市場前駅より徒歩4分。